# Fußball-Südasienmeisterschaft 2015
Die Fußball-Südasienmeisterschaft 2015 (offiziell SAFF Championship 2015, aus Sponsorengründen auch SAFF Suzuki Cup 2015 genannt) ist die elfte Austragung des Turniers und fand vom 23. Dezember 2015 bis zum 3. Januar 2016 in Indien statt. Indien war nach 1999 und 2011 bereits zum dritten Mal Gastgeber des Wettbewerbs.
Sieben Mannschaften aus dem südasiatischen Raum spielten um den Titel des Südasienmeisters. Das Turnier war ursprünglich für den 25. Juli 2015 terminiert, wurde jedoch aufgrund der Monsunzeit verschoben. Für den Titelverteidiger Afghanistan war es die letzte Teilnahme am Wettbewerb, da der Verband seit 2014 Mitglied der Central Asian Football Federation ist. Pakistan zog sich im November 2015 vom Wettbewerb zurück.
Der Gastgeber gewann zum siebten Mal das Turnier durch ein 2:1-Sieg nach Verlängerung im Finale gegen Afghanistan.

## Austragungsort und Modus
Bereits während der Fußball-Südasienmeisterschaft 2013 wurde berichtet, dass Indien Interesse habe, das nächste Turnier auszurichten. Am 10. September 2013 wurde während eines Treffens in der nepalesischen Hauptstadt Kathmandu beschlossen, dass Indien der nächste Ausrichter des Turniers sein wird. Alle Spiele wurden im Trivandrum International Stadium in Thiruvananthapuram ausgetragen.
Die acht teilnehmenden Mannschaften wurden in zwei Gruppen mit jeweils vier Mannschaften eingeteilt. In der Gruppenphase spielten die Mannschaften jeweils einmal gegeneinander. Der Gruppensieger und der Zweitplatzierte erreichten das Halbfinale, die Gewinner der Halbfinalspiele trugen das Finale aus. Ein Spiel um den dritten Platz fand nicht statt.

## Auslosung
Die Auslosung fand am 16. September 2015 in Neu-Delhi statt. Es wurden folgende Gruppen ausgelost:
| Gruppe A          | Gruppe B            |
| ----------------- | ------------------- |
| Indien (Kader)    | Afghanistan (Kader) |
| Nepal (Kader)     | Malediven (Kader)   |
| Sri Lanka (Kader) | Bhutan (Kader)      |
| Pakistan (Kader)  | Bangladesch (Kader) |

## Gruppenphase

### Gruppe A
Die eigentlich der Gruppe A zugeloste pakistanische Fußballnationalmannschaft zog sich im November 2015 vom Wettbewerb zurück.
| Pl. | Land      | Sp. | S | U | N | Tore    | Diff. | Punkte |
| --- | --------- | --- | - | - | - | ------- | ----- | ------ |
| 1.  | Indien    | 2   | 2 | 0 | 0 | 006:100 | +5    | 06     |
| 2.  | Sri Lanka | 2   | 1 | 0 | 1 | 001:200 | −1    | 03     |
| 3.  | Nepal     | 2   | 0 | 0 | 2 | 001:500 | −4    | 0      |

| Mi., 23. Dezember 2015 |   |           |           |
| Nepal                  | – | Sri Lanka | 0:1 (0:0) |
| Fr., 25. Dezember 2015 |   |           |           |
| Sri Lanka              | – | Indien    | 0:2 (0:0) |
| So., 27. Dezember 2015 |   |           |           |
| Indien                 | – | Nepal     | 4:1 (1:1) |

### Gruppe B
| Pl. | Land        | Sp. | S | U | N | Tore    | Diff. | Punkte |
| --- | ----------- | --- | - | - | - | ------- | ----- | ------ |
| 1.  | Afghanistan | 3   | 3 | 0 | 0 | 011:100 | +10   | 09     |
| 2.  | Malediven   | 3   | 2 | 0 | 1 | 007:600 | +1    | 06     |
| 3.  | Bangladesch | 3   | 1 | 0 | 2 | 004:700 | −3    | 03     |
| 4.  | Bhutan      | 3   | 0 | 0 | 3 | 001:900 | −8    | 0      |

| Mi., 24. Dezember 2015 |   |             |           |
| Malediven              | – | Bhutan      | 3:1 (2:1) |
| Mi., 24. Dezember 2015 |   |             |           |
| Afghanistan            | – | Bangladesch | 4:0 (3:0) |
| Fr., 26. Dezember 2015 |   |             |           |
| Bangladesch            | – | Malediven   | 1:3 (0:1) |
| Fr., 26. Dezember 2015 |   |             |           |
| Bhutan                 | – | Afghanistan | 0:3 (0:2) |
| So., 28. Dezember 2015 |   |             |           |
| Bhutan                 | – | Bangladesch | 0:3 (0:2) |
| So., 28. Dezember 2015 |   |             |           |
| Afghanistan            | – | Malediven   | 4:1 (2:1) |

## Finalrunde

### Halbfinale
| Do., 31. Dezember 2015 |   |           |           |
| Indien                 | – | Malediven | 3:2 (2:1) |
| Do., 31. Dezember 2015 |   |           |           |
| Afghanistan            | – | Sri Lanka | 5:0 (1:0) |

### Finale
| So., 3. Januar 2016 |   |             |                      |
| Indien              | – | Afghanistan | 2:1 n. V. (1:1; 0:0) |